# Acute lymfatische leukemie
Acute lymfatische leukemie, ook acute lymfoblastische leukemie  of acute lymfoïde leukemie (ALL), is een acute vorm van leukemie, dat is kanker van de witte bloedcellen. ALL wordt gekenmerkt door een overproductie en stapeling van maligne, onvolgroeide witte bloedcellen of lymfoblasten. Bij patiënten met ALL worden in het beenmerg continu lymfoblasten geproduceerd, waarbij de productie van normale bloedcellen, in de vorm van bloedplaatjes, rode en witte bloedlichaampjes verhinderd wordt, en de ziekte zich verspreidt naar andere organen. ALL komt het meest voor bij kleine kinderen tussen 2 en 5 jaar, en bij ouderen op hoge leeftijd.